# Wascha-Pschawela

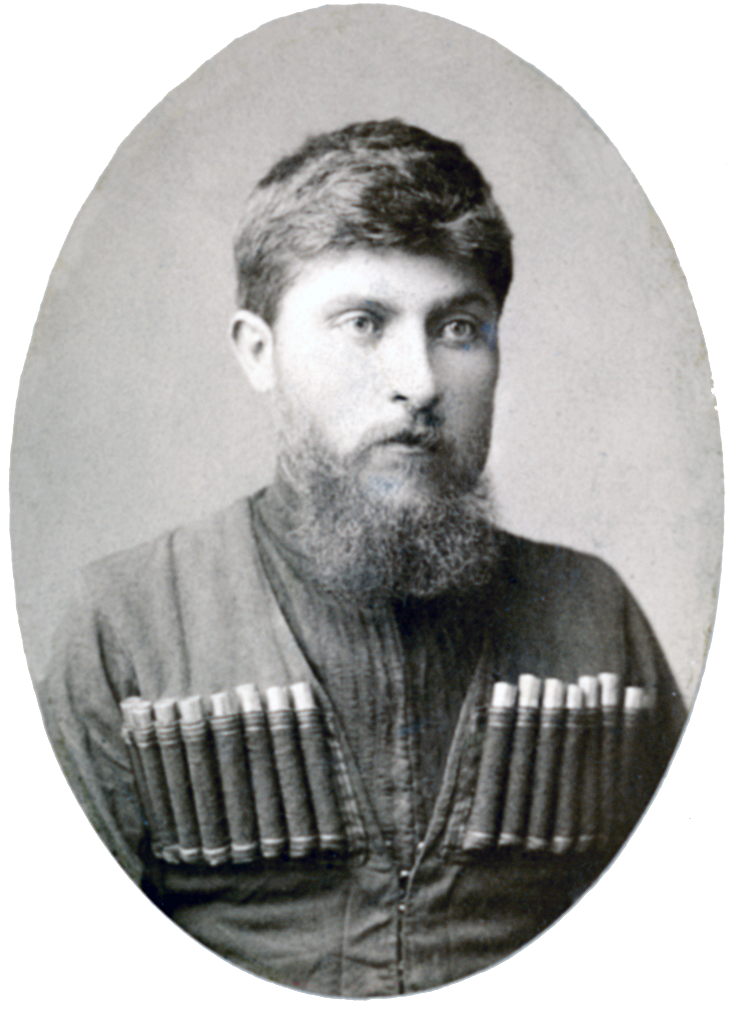
Wascha-Pschawela

Wascha-Pschawela und seine Familie

Wascha-Pschawela (gebürtig Luka Rasikaschwili; georgisch ვაჟა-ფშაველა; * 14. Julijul. / 26. Juli 1861greg. in Tschargali, Gouvernement Tiflis, Russisches Kaiserreich, heute Georgien; † 27. Junijul. / 10. Juli 1915greg. in Tiflis) war ein georgischer Schriftsteller und Naturphilosoph. Er war ein Repräsentant der georgischen Nationalbewegung.

## Leben
Er wurde in dem Gebirgsdorf Tschargali in der Provinz Pschawi im Nordosten Georgiens geboren, besuchte die geistliche Lehranstalt in Telawi und studierte am pädagogischen Seminar in Gori. Später wechselte er nach Sankt Petersburg und studierte an der Universität als Gasthörer Jura, war aber aus Geldmangel gezwungen, sein Studium nach zwei Jahren aufzugeben. Nach seiner Rückkehr nach Georgien arbeitete er zuerst als Privatlehrer, später als Lehrer in dem Dorf Didi Toneti, bis er aufgrund von Meinungsverschiedenheiten mit dem Landadel seine Stellung aufgab und in seinem Heimatdorf als Bauer lebte. Ab 1881 widmete er sich auch der Literatur.
Er schrieb Epen, Gedichte und Erzählungen, nahm das Pseudonym Wascha-Pschawela (deutsch: pschawischer Bursche) an. Zu seinen wichtigsten Werken zählen die Epen Aluda Ketelauri, Bachtrioni, Gogotur und Apschina, Gastgeber und Gast, Der Schlangenesser, Eteri sowie Mindia. Sie wurden in mehr als 20 Sprachen übertragen. Die Hauptthemen seiner Dichtung waren Mensch und Natur. Bereits in seinem ersten Werk Gogotur und Apschina arbeitet er sein Ideal von Menschlichkeit und Güte heraus, das zu dem Leitgedanken seines weiteren epischen Schaffens werden sollte. Den Hintergrund für die Handlung der meisten Epen bildet die Landschaft Pschawis und vor aber allem Chewsuriens, das durch seine natürliche Lage und Unzugänglichkeit im Hochgebirge des Kaukasus traditionelles Brauchtum und alte Gesellschaftsstrukturen lebendig erhalten hatte. Ihr Konflikt mit modernen Lebensformen und den Forderungen nach gesellschaftlicher Entwicklung, die mit der rasenden Industrialisierung gegen Ende des 19. Jahrhunderts verbunden waren, ist ein weiteres wichtiges Thema in Pschawelas Werk.
Seine besondere Landesverbundenheit (und regionale Verbundenheit) kommen besonders in dem Epos Bachtrioni zum Ausdruck, spiegeln sich aber auch in seinen poetisch-vergeistigten Naturbeschreibungen sowie der Verwendung von sprachlichen und dialektalen Besonderheiten seiner Heimatregion in seinem epischen Werk.
Die Erzählungen Die Geschichte von Iwane Kotoraschwili und Kein Leid ohne Freud wurden 1974 und 1984 in Georgien verfilmt. Der Regisseur Tengis Abuladse ließ sich bereits 1967 von zwei Gedichten Pschawelas zu dem Film Molba (dt. Das Gebet) inspirieren. Otar Taktakischwili komponierte 1955 sieben Romanzen und 1960/61 die Oper Mindia nach seinen lyrischen Vorlagen.
Der Dichter war verheiratet und hatte drei Kinder. Der Sohn Lewan Rasikaschwili kam im Alter von 29 Jahren beim August-Aufstand in Georgien 1924 ums Leben.
Er starb 1915 und wurde auf dem Pantheon am Berg Mtazminda in Tiflis beigesetzt. Der Westgipfel des Pik Pobedy im Tian Shan, auf der kirgisisch-chinesischen Grenze gelegen, wurde nach ihm benannt (Pik Wascha-Pschawela, 6762 m, ⊙).

## Werke
- Der Schlangenesser. In: Georgika: Zeitschrift für Kultur, Sprache und Geschichte Georgiens und Kaukasiens. Nr. 17 und 18, 1994, 1995
- Der Gastfreund